# 茅州
茅州，唐朝的州。
唐高祖武德二年（619年）李子通分云州琅瑘县、金山县置茅州，治所在琅瑘县（今江苏省句容市）。归唐后，下辖琅瑘县、金山县（今江苏省常州市金坛区）、延陵县（今江苏省镇江市丹徒区），茅州以茅山为名，武德四年（621年），改琅瑘县为句容县。武德五年（622年），金山县归简州。武德七年（624年），平定辅公祏，废茅州，句容县、延陵县改属蒋州。 
茅州刺史
- 谢元超（619年）